# チャン・ドンゴン
チャン・ドンゴン（朝: 장 동건、1972年3月7日 - ）は、大韓民国の男性俳優。 ソウル特別市龍山区出身。身長182cm、血液型O型、仏教徒。本貫は仁同張氏。2017年までSM C&Cに所属していたが、2018年に個人事務所を設立した。また、2006年までは日本におけるマネージメントは、アミューズが行っていた。

## 来歴
ムンイル高等学校卒業後、予備校の学費のためエキストラとしてCMに出演。両親の勧めでMBCの専属タレントオーディションを受け、1992年に21期生として採用された。高校在学中は不良として有名だったという。
同年、当時の人気ドラマ『われらの天国』に出演し俳優としてデビュー。大きな目と彫りの深い顔立ちから注目を浴び、「彫刻美男」と呼ばれアイドル的な人気俳優となった。
『イルジメ〜一枝梅』『ファイナル・ジャンプ』など数本のテレビドラマに出演後、演技を学ぶため韓国芸術総合学校に入学。演劇科で2年学んだのちに中退し、ドラマ『アイシング』で芸能界に復帰。1997年に『敗者復活戦』で映画初出演を果たした。
90年代後半にはすでに韓国内で高い人気を確立していたが、出演したテレビドラマが国外で放送されるようになると、中国語圏やタイなどアジア諸国でもファンを獲得。1999年、パク・チュンフン主演の『NOWHERE ノーウェアー』での後輩刑事役で青龍映画賞助演男優賞を受賞。
2001年公開の映画『友へ チング』は、800万人を超える観客を動員して当時の韓国映画の歴代興行成績一位となった。釜山を舞台に不良少年からヤクザになる男を演じて「イケメン俳優」のイメージから脱却し、韓国を代表するスターの一人となった。
2004年公開の映画『ブラザーフッド』は、『友へ チング』『シルミド』が持っていた韓国の歴代観客動員数を更新。この作品で、青龍映画賞主演男優賞を受賞した。
2001年からは映画作品で活躍していたが、2012年に『紳士の品格』で12年ぶりにテレビドラマに出演した。

## 人物・エピソード
- 俳優のオ・マンソク、イ・ソンギュンとは韓国芸術総合学院の同期生である。映画監督のイ・ジョンボムも、専攻は異なるが同時期に在学しており、「チャン・ドンゴンは当時すでにデビューしていた大スター」で「自分は一般人なので会話をしたことはなかった」と語っている[6]。
- グループ「メロディ・デイ（朝鮮語版）」のメンバー・ユミン（朝鮮語版）は5親等の従姪である[7]。
- 2003年には通称「韓流四天王」の1人[8] として日本でも広くその名を知られるようになったが、それ以前から日本でもファンクラブがあった。
- 2002年には『ロスト・メモリーズ』で仲村トオルと共演。2005年には陳凱歌（チェン・カイコー）監督の映画『PROMISE』に、真田広之、張柏芝（セシリア・チャン）、謝霆鋒（ニコラス・ツェー）、劉燁（リウ・イエ）らアジアのスターたちと共に出演した。
- 2010年には『決闘の大地で』でケイト・ボスワース、ジェフリー・ラッシュと共演。2011年には『マイウェイ 12,000キロの真実』でオダギリジョーと共演している。
- 野球が趣味であり、キム・スンウ、ファン・ジョンミン、チョン・ウソン、カン・ドンウォン、ヒョンビンらも参加するアマチュア野球チーム「プレイボーイズ」のメンバーである[9]。
- 近年では、村上龍の小説『半島を出よ』の映画化作品に出演する予定があるといわれていたが、企画自体がペンディングになっている模様。
- 日本では2005年夏、オージオ化粧品のCMに出演。CM内でドンゴンが叫ぶ日本語のセリフ「あなたが好きです！」は後に日本のお笑い芸人やものまねタレントがネタにするほどの反響を巻き起こした。
- 2010年3月6日、ソウルで開催されたファンとのイベントにて、女優のコ・ソヨン（朝鮮語版）と結婚することを明らかにした[10]。映画『恋風恋歌』での共演が、のちの交際のきっかけとなった。同年5月2日に結婚式を挙げ、10月4日には長男が誕生。また、2014年2月には長女が誕生している[11]。
- 2017年8月6日、シティ・フィールドで開催されたニューヨーク・メッツ対ロサンゼルス・ドジャースの試合前の始球式を務めた[12]。この試合では同郷でドジャースの柳賢振（リュ・ヒョンジン）が先発登板し、7回無失点で勝利投手となった。

## 出演

### 映画
- 敗者復活戦（1997年） - キム・ミンギュ 役
- Holiday in Seoul（1997年） - タクシードライバー 役
- ファースト・キス（英語版）（1998年） ※カメオ出演
- 恋風恋歌（1999年） - パク・テヒ 役
- NOWHERE ノーウェアー（1999年） - キム・ヨング 役
- アナーキスト（2000年） - セルゲイ 役
- 友へ チング（2001年） - ハン・ドンス 役
- ロスト・メモリーズ（2002年） - 坂本正行 役
- コースト・ガード（2002年） - カン・ハンチョル 役
- ブラザーフッド（2004年） - イ・ジンテ 役
- PROMISE（2005年） - 崑崙 役
- タイフーン/TYPHOON（2006年） - シン（チェ・ミョンシン） 役
- Earth（2007年） ※ナレーション
- グッドモーニング・プレジデント（2009年） - チャ・ジウク 役
- 決闘の大地で（英語版）（2010年） - ヤン 役
- マイウェイ 12,000キロの真実（2011年） - キム・ジュンシク 役
- 危険な関係（2012年） - シェ・イーファン 役
- 泣く男（2014年） - ゴン 役
- Kim's Dilkusha - Life Goes On（2016年） ※特別出演
- V.I.P.（英語版）（2017年） - パク・ジェヒョク 役
- 七年の夜（2018年） - オ・ヨンジェ 役
- 王宮の夜鬼（2018年） - キム・ジャジュン 役
- 満ち足りた家族（2024年） - ヤン・ジェギュ 役

### テレビドラマ
- われらの天国（1992年、MBC） - チャン・ドンゴン 役（本人と同じ役名）
- イルジメ〜一枝梅（1993年、MBC） - イルジメ 役
- ファイナル・ジャンプ（1994年、MBC） - ユン・チョルチュン 役
- アイシング（1996年、MBC） - ユン・チャン 役
- モデル（1997年、SBS） - イ・ジョン 役
- ドクターズ（1997年、MBC） - キム・スヒョン 役
- 英雄神話（1997年、MBC） - キム・テウ 役
- レディ・ゴー!（1997年、MBC） - ハン・スンホ 役
- サラン〜LOVE〜（1998年、MBC） - チョン・イナ 役
- 追憶 もう一度会いたい…（1998年、MBC）（アンソロジー形ショートドラマ）
- ゴースト〜永遠の愛〜（1999年、SBS） - チャン・デヒョプ 役
- 青春（1999年、MBC） - カン・ヒョヌ 役
- イヴのすべて（2000年、MBC） - ユン・ヒョンチョル 役
- 紳士の品格（2012年、SBS） - キム・ドジン 役
- SUITS/スーツ〜運命の選択〜（2018年、KBS 2TV） - チェ・ガンソク 役
- アスダル年代記（2019年、tvN） - タゴン 役

### CM
- ポスコ建設（2002年 - 2011年）
- ジョルダーノ（2005年 - 2009年）
- MISSHA（2006年 - 2007年）
- ハイト眞露 Max（2006年 - 2007年）
- オージオ（2005年 - 2006年）
- ニンテンドーDS Lite（2007年 - 2008年、任天堂）
- チョンジョンウォン（2007年）
- サムスンテックウィン（現ハンファテックウィン） VLUU（2007年 - 2008年）
- SKテレコム T（2007年 - 2010年）
- アモーレパシフィック HERA HOMME（2007年 - 2011年）
- LG電子（LGエレクトロニクス）（2010年 - 2011年）
- ペルノ・リカール・コリア インペリアル（2012年）
- トヨタ（韓国） レクサス（2012年）
- CUCHEN（2012年 - 2013年）
- アモーレパシフィック IOPE MEN（2013年）
- WEBZEN MUオリジン（2015年）
- オットゥギ ジンラーメン 30周年パッケージ（2018年）

## 受賞歴
- 1994年 - 百想芸術大賞テレビ部門 新人賞『ファイナル・ジャンプ』
- 1997年 - 百想芸術大賞 人気賞『ドクターズ』
- 1997年 - MBC演技大賞 最優秀俳優賞『ドクターズ』
- 1997年 - 第18回青龍映画賞 新人俳優賞『敗者復活戦』
- 1999年 - 第20回青龍映画賞 助演男優賞『NOWHERE ノーウェアー』
- 2000年 - 第21回青龍映画賞 人気スター賞『アナーキスト』
- 2001年 - 第46回アジア太平洋映画祭 助演男優賞『友へ チング』
- 2001年 - 第22回青龍映画賞 人気スター賞『友へ チング』
- 2004年 - 第25回青龍映画賞 主演男優賞『ブラザーフッド』
- 2005年 - 第2回Max Movie Awards 主演男優賞『ブラザーフッド』
- 2007年 - 第15回春史大賞映画祭 韓流文化大賞
- 2012年 - 第5回スタイルアイコンアワード トップ10スタイルアイコン、スタイルアイコン・オブ・ザ・イヤー
- 2012年 - SBS演技大賞 10大スター賞、最優秀演技賞/週末・連続ドラマ部門『紳士の品格』
- 2018年 - KBS演技大賞 優秀演技賞/ミニシリーズ部門『SUITS』
- 2024年 - 第18回アジア・フィルム・アワード アジア映画優秀賞[13]

## 日本での出演
- Pooh!（2004年6月24日、TBS）
- チョナン・カン2 （2004年6月25日・7月2日、2006年2月17日、フジテレビ）
- ロバートホール水（2004年6月30日、フジテレビ）
- 5大イケメン総出演!韓流スター直撃ツアー（2004年9月25日、フジテレビ）
- 独占公開!韓流四天王の魅力たっぷり（秘）映像!!（2004年11月5日、テレビ東京）
- チャンネル☆ロック!（2004年12月4日、TBS）
- サッカーJ1リーグ 2004サントリーチャンピオンシップ・第1戦（2004年12月5日、TBS）
  - 今夜7時が待てない!Jリーグ王者決定戦 直前おもしろ情報
- 土曜ワイド・韓流アワー「悲しき恋歌」 第2話・第9話（2005年5月7日・6月25日、フジテレビ）
- 韓タメ!スペシャル 最強独占密着!韓流4大スター日本上陸（2005年10月1日・12月29日、フジテレビ）
- アジア映画最大のプロジェクトPROMISE〜愛で運命を超える〜（2006年2月4日、テレビ朝日） - 映画「PROMISE」PR番組
- SMAP×SMAP（2006年2月6日、関西テレビ・フジテレビ） - 「BISTRO SMAP」ゲスト
- やぐちひとり（2006年2月7日・4月4日、テレビ朝日）
- 生活ほっとモーニング（2006年2月10日、NHK総合）
- 特別番組「本日公開!!緊急スペシャル 映画 PROMISE&サイレン」（2006年2月11日、テレビ朝日）
- 創造市場（2006年2月16日、テレビ朝日）
- 小宮悦子×チャン・ドンゴン南北分断の悲劇を語る！（2006年3月18日、テレビ朝日）
- 男おばさん 春のシネマ満開スペシャル！（2006年4月5日、フジテレビ）
- シネマ通信（2006年4月6日、テレビ東京）
- ぷれミーヤ!（2006年4月8日、テレビ朝日）
- 金スペ!「伊東四朗&泉ピン子の夫婦劇場」（2006年8月4日、TBS）
- メレンゲの気持ち（2012年1月14日、日本テレビ）
- 徹子の部屋（2012年1月16日、テレビ朝日）
- 世界まる見え!テレビ特捜部（2012年1月23日、日本テレビ）
- ボクらの時代「河本準一×オダギリジョー×チャン・ドンゴン ボクらが旅に出る理由」（2012年2月5日、フジテレビ）
- 7スタライブ（2013年5月16日、テレビ東京）
- 韓流スター チャン・ドンゴンと行く 世界“夢の本屋”紀行（NHK BS4K→BSプレミアム4K・BS・Eテレ）[14]
  - （1）「“私の美しい恋人”〜中国・先鋒書店〜」（2020年9月5日）※括弧内の日付はいずれも初回放送日
  - （2）「パリの“シェイクスピア”〜フランス〜」（2020年9月12日）
  - （3）「書店。を越えてゆく書店〜韓国〜」（2020年9月19日）
  - Season2 天国の書店〜オランダ（2023年2月4日）
  - Season2 永遠の息吹に満ちた書店〜イギリス（2023年2月11日）
  - Season2 神話の土地 人文学の花〜ギリシャ（2023年2月25日）
  - 特別プロローグ（2024年1月20日）